# Eso lo hago yo
Eso lo hago yo fue un programa de televisión producido por Cuarzo para La Sexta. Presentado por Carlos Sobera, el espacio se emitió entre el 7 y el 28 de agosto de 2016. Se trata de la versión española del formato israelí I can do that, aunque participaron aspirantes anónimos en vez de famosos.

## Formato
Eso lo hago yo es un talent show de continuidad en el que, cada semana, diez concursantes anónimos compiten para demostrar que son el mejor artista. De ellos, ganará aquella persona que sea capaz de desempeñar diferentes disciplinas artísticas, musicales, coreográficas y visuales, sin importar que sea experto en todas ellas. Para ello, seis artistas internacionales (famosos y anónimos) presentarán los retos -individuales, en dúos y en tríos- que los concursantes deberán emular la siguiente semana para demostrar que son capaces de destacar en todas las disciplinas a las que se enfrenten. Durante estas presentaciones, tras los primeros 45 segundos de visionado, el primero que se levante y pise el pulsador con forma de estrella que tiene delante de su asiento, se adjudicará automáticamente dicho reto. Cabe destacar que el jurado premiará a aquel que elija una disciplina más diferente a la suya. Una vez que los aspirantes hayan realizado sus actuaciones, el jurado dará su veredicto y les puntuará. Los tres con menor puntuación estarán nominados y uno de ellos será salvado por el público presente en el plató (en caso de empate, otro será salvado por el jurado). Los otros dos se medirán en la siguiente gala, eligiendo uno de los retos individuales para competir en igualdad de condiciones, y el jurado decidirá quién debe abandonar la competición. En la gala final, cada miembro del jurado elegirá a su candidato a ganador de los cuatro participantes que queden en ese momento, de tal forma que únicamente pasarán tres a la última fase. De estos tres elegidos, el público de plató votará por el ganador, que se llevará un premio de 25.000 euros y un contrato con un espectáculo teatral.

## Equipo

### Presentador
| Presentador   | Edad    | Procedencia | Profesión                     |
| ------------- | ------- | ----------- | ----------------------------- |
| Carlos Sobera | 56 años | Baracaldo   | Presentador, actor y showman. |

### Jurado
| Jurado           | Edad    | Procedencia                | Profesión                              |
| ---------------- | ------- | -------------------------- | -------------------------------------- |
| David Bustamante | 34 años | San Vicente de la Barquera | Cantante                               |
| Sílvia Abril     | 45 años | Mataró                     | Actriz y humorista                     |
| Giorgio Aresu    | 60 años | Italia                     | Coreógrafo, director y productor de TV |

### Concursantes
| Concursante       | Procedencia  | Talento                  | Galas primero | Galas nominado | Información           |
| ----------------- | ------------ | ------------------------ | ------------- | -------------- | --------------------- |
| Sergio Arce       | Madrid       | Cantante y bailarín      | 4.ª           | Nunca          | Ganador (53,4%)       |
| Álex Arce         | Madrid       | Acróbata                 | 1.ª, 4.ª      | Nunca          | 2.º Finalista (28,3%) |
| Daniela Gordín    | Buenos Aires | Artista multidisciplinar | Nunca         | 1.ª, 2.ª       | 3.ª Finalista (18,3%) |
| Elisabeth Borne   | Tarragona    | Cantante de ópera        | 2.ª, 3.ª      | 1.ª, 4.ª       | 7.ª expulsada         |
| Celia Benayas     | Madrid       | Acróbata                 | Nunca         | 3.ª, 4.ª       | 6.ª expulsada         |
| Juan Carlos Verdú | Valencia     | Bailarín                 | Nunca         | 2.ª, 4.ª       | 5.º expulsado         |
| Samuel Martí      | Cádiz        | Bailarín                 | Nunca         | 3.ª            | 4.º expulsado         |
| Sergio Atencia    | Málaga       | Experto en parkour       | Nunca         | 3.ª            | 3.er expulsado        |
| Jennifer Blanco   | Alicante     | Bailarina de pole dance  | Nunca         | 2.ª            | 2.ª expulsada         |
| Nuria Swan        | Barcelona    | Cantante                 | Nunca         | 1.ª            | 1.ª expulsada         |

#### Estadísticas semanales
|                | Gala 1  | Gala 2    | Gala 3    | Gala 3    | Final            | Final     |
| -------------- | ------- | --------- | --------- | --------- | ---------------- | --------- |
| Sergio Arce    | Segundo | Cuarto    | Quinto    | Finalista | Primero          | Ganador1  |
| Álex           | Primero | Segundo   | Tercero   | Finalista | Primero          | Segundo2  |
| Daniela        | Última  | Sexta     | Segunda   | Finalista | Tercera          | Tercera3  |
| Elisabeth      | Novena  | Primera   | Primera   | Finalista | Última           | Expulsada |
| Celia          | Quinta  | Tercera   | Sexta     | Finalista | Cuarta/Expulsada |           |
| Juan Carlos    | Sexto   | Octavo    | Cuarto    | Finalista | Cuarto/Expulsado |           |
| Samuel         | Séptimo | Sexto     | Último    | Expulsado |                  |           |
| Sergio Atencia | Segundo | Cuarto    | Sexto     | Expulsado |                  |           |
| Jennifer       | Cuarta  | Última    | Expulsada |           |                  |           |
| Nuria          | Octava  | Expulsada |           |           |                  |           |

- 1 Sergio Arce fue el finalista elegido por David Bustamante.
- 2 Álex Arce fue el finalista elegido por Sílvia Abril.
- 3 Daniela Gordín fue la finalista elegida por Giorgio Aresu.

#### Retos semanales
|                | Gala 1                                        | Gala 2                   | Gala 3                    | Final                | Final                             |
| -------------- | --------------------------------------------- | ------------------------ | ------------------------- | -------------------- | --------------------------------- |
| Sergio Arce    | Acrobacias Hand2Hand                          | Telas aéreas             | Baile con tacones         | Equilibrios          | Canción Aire de Mecano            |
| Álex           | Acrobacias Hand2Hand                          | Baile acrobático         | Baile con tacones         | Mimo Hip-Hop         | Aéreo con telas                   |
| Daniela        | Canción Dile de Vonda Shepard                 | Teatro de sombras        | Patinaje acrobático       | Quick Change         | Canción Somebody to Love de Queen |
| Elisabeth      | Canción Casta Diva de Maria Callas            | Twerking                 | Popurrí de Póker de voces | Tango a ciegas       | Acrobacia de suelo                |
| Celia          | Aro aéreo                                     | Baile acrobático         | Popurrí de Póker de voces | Percusión de culos   |                                   |
| Juan Carlos    | Coreografía de baile                          | Popurrí de Marta Sánchez | Banquinas                 | Patinaje sobre hielo |                                   |
| Samuel         | Popping con violines                          | Popurrí de Marta Sánchez | Glow Dance                |                      |                                   |
| Sergio Atencia | Parkour                                       | Twerking                 | Popurrí de Póker de voces |                      |                                   |
| Jennifer       | Pole Dance                                    | Popurrí de Marta Sánchez | Straps aéreos             |                      |                                   |
| Nuria          | Interpretación de Break Free de Ariana Grande | BMX Flatland             |                           |                      |                                   |

#### Puntuaciones semanales
|                | Gala 1    | Gala 2    | Gala 3    | Final      | Final |
| -------------- | --------- | --------- | --------- | ---------- | ----- |
| Sergio Arce    | 27 puntos | 19 puntos | 17 puntos | 27 puntos  | 53,4% |
| Álex           | 30 puntos | 22 puntos | 22 puntos | 27 puntos  | 28,3% |
| Daniela        | 13 puntos | 17 puntos | 24 puntos | 21 puntos  | 18,3% |
| Elisabeth      | 15 puntos | 24 puntos | 27 puntos | 16 puntos4 |       |
| Celia          | 22 puntos | 21 puntos | 15 puntos | 17 puntos  |       |
| Juan Carlos    | 21 puntos | 10 puntos | 21 puntos | 17 puntos  |       |
| Samuel         | 19 puntos | 17 puntos | 8 puntos  |            |       |
| Sergio Atencia | 27 puntos | 19 puntos | 15 puntos |            |       |
| Jennifer       | 24 puntos | 9 puntos  |           |            |       |
| Nuria          | 17 puntos |           |           |            |       |

- 4 Elisabeth Borne recibió 13 puntos por parte del jurado, aunque obtuvo tres más de bonificación al haber sido la primera clasificada de la gala anterior.

     Ganador
     2.º Finalista
     3.º Finalista
     4.º Finalista
     5.º Finalista
     6.º Finalista
     Nominados de la noche
     Nominados salvados por el público
     Nominados salvados por el jurado
     Primer clasificado de la noche
     Posiciones intermedias
     Clasificado a la final
     Eliminado

### Invitados y actuaciones
| Invitados                                                                | Actuación                             | Gala |
| ------------------------------------------------------------------------ | ------------------------------------- | ---- |
| Bad Salsa                                                                | Baile acrobático                      | 1.ª  |
| Gustavo Sartori                                                          | Telas aéreas                          | 1.ª  |
| T-Girls                                                                  | Twerking                              | 1.ª  |
| Marta Sánchez                                                            | Interpretación del tema Welcome       | 1.ª  |
| MB-Dance                                                                 | Teatro de sombras                     | 1.ª  |
| Viki Gómez                                                               | BMX Flatland                          | 1.ª  |
| Hermanas Raluy (Niedziela y Emily)                                       | Patinaje acrobático                   | 2.ª  |
| Iker & Co                                                                | Baile con tacones                     | 2.ª  |
| Goldeneye                                                                | Straps aéreos                         | 2.ª  |
| Póker de voces (Daniel Diges, David Ordinas, Pablo Puyol e Ignasi Vidal) | Interpretación de varios temas        | 2.ª  |
| Dinamic                                                                  | Banquinas acrobáticas                 | 2.ª  |
| Most Wanted Performance                                                  | Glow Dance                            | 2.ª  |
| Javier Fernández                                                         | Patinaje sobre hielo                  | 3.ª  |
| Diana y Manuel                                                           | Tango a ciegas                        | 3.ª  |
| Anna & Niko                                                              | Quick Change                          | 3.ª  |
| Kulbick                                                                  | Mimo Hip-Hop                          | 3.ª  |
| Jorge Pérez "Patax"                                                      | Percusión de culos                    | 3.ª  |
| Pavel Stankevich                                                         | Equilibrios                           | 3.ª  |
| David Bustamante                                                         | Interpretación del tema Me arrepiento | 4.ª  |

### Audiencias
| Fecha      | Características del programa | Espectadores | Share |
| ---------- | ---------------------------- | ------------ | ----- |
| 07/08/2016 | Gala 1                       | 696 000      | 5,8%  |
| 14/08/2016 | Gala 2                       | 418 000      | 3,8%  |
| 21/08/2016 | Gala 3 (Semifinal)           | 582 000      | 4,8%  |
| 28/08/2016 | Gala 4 (Final)               | 556 000      | 4,3%  |

## Audiencia media
| Edición                         | Fechas de emisión | Cadena   | Espectadores | Cuota |
| Eso lo hago yo: Primera edición | 2016              | La Sexta | 563 000      | 4,7%  |
| ------------------------------- | ----------------- | -------- | ------------ | ----- |

## Palmarés
| Edición        | Fecha de emisión                   | Cadena   | Ganador     | Segundo   | Tercero        |
| Eso lo hago yo | 7 de agosto - 28 de agosto de 2016 | La Sexta | Sergio Arce | Álex Arce | Daniela Gordín |
| -------------- | ---------------------------------- | -------- | ----------- | --------- | -------------- |